# Netherfield
Netherfield – miasto w Anglii, w hrabstwie Nottinghamshire, w dystrykcie Gedling. Leży 6 km na północny wschód od miasta Nottingham i 175 km na północ od Londynu.